# Urvillea glabra
Urvillea glabra är en kinesträdsväxtart som beskrevs av Jacques Cambessèdes. Urvillea glabra ingår i släktet Urvillea och familjen kinesträdsväxter. Inga underarter finns listade i Catalogue of Life.